# سيرل
شركة ج. د. سيرل هي علامة تجارية تمتلكها شركة فايزر بالكامل. هذه الشركة حاليا مسؤولة عن تسويق وتوزيع الأدوية والمنتجات التي كانت شركة ج. د. سيرل وشركائه تنتجها. تسمى الشركة سيرل للاختصار.
قبل اندماجها مع شركة مونسانتو في عام 1985، كانت الشركة مختصة بصناعة الأدوية وعلوم الحياة والمنتجات المتعلقة بالزراعة وصحة الحيوانات.
تشتهر شركة سيرل بأنها أول شركة أنتجت حبوب منع حمل وبديل السكر ("NutraSweet").
يذكر أن مؤسسها هو غوديون دانييل سيرل، وقد أسسها عام 1888 في أوماها في نبراسكا. كما أن وزير الدفاع الأمريكي الأسبق دونالد رامسفيلد قد شغل منصب الرئيس التنفيذي للشركة للفترة 1977 إلى 1985.